# Kerstin Thorborg
Kerstin Thorborg (ur. 19 maja 1896 w Venjan, zm. 12 kwietnia 1970 w Hedemora) – szwedzka śpiewaczka operowa, alt.

## Życiorys
Ukończyła studia w konserwatorium w Sztokholmie, debiutowała w 1924 roku w Kungliga Operan rolą Ortrudy w Lohengrinie. W Sztokholmie występowała do 1930 roku, następnie śpiewała w Pradze (1932–1933), Berlinie (1933–1935), Wiedniu (1935–1938) i Londynie (1936–1939), w latach 1935–1937 występowała także na festiwalu w Salzburgu. W 1936 rolą Fryki w Walkirii debiutowała na deskach nowojorskiej Metropolitan Opera, z którą związana była do 1950 roku. Po zakończeniu w 1950 roku kariery scenicznej wróciła do Szwecji i poświęciła się pracy pedagogicznej.
Zasłynęła rolami Klitemnestry w Elektrze, Herodiady w Salome, Oktawiana w Kawalerze srebrnej róży, Maryny w Borysie Godunowie, Orfeusza w Orfeuszu i Eurydyce, Wenus w Tannhäuserze, Kundry w Parsifalu, Ulryki w Balu maskowym, Azuceny w Trubadurze. 